# Esponsiano

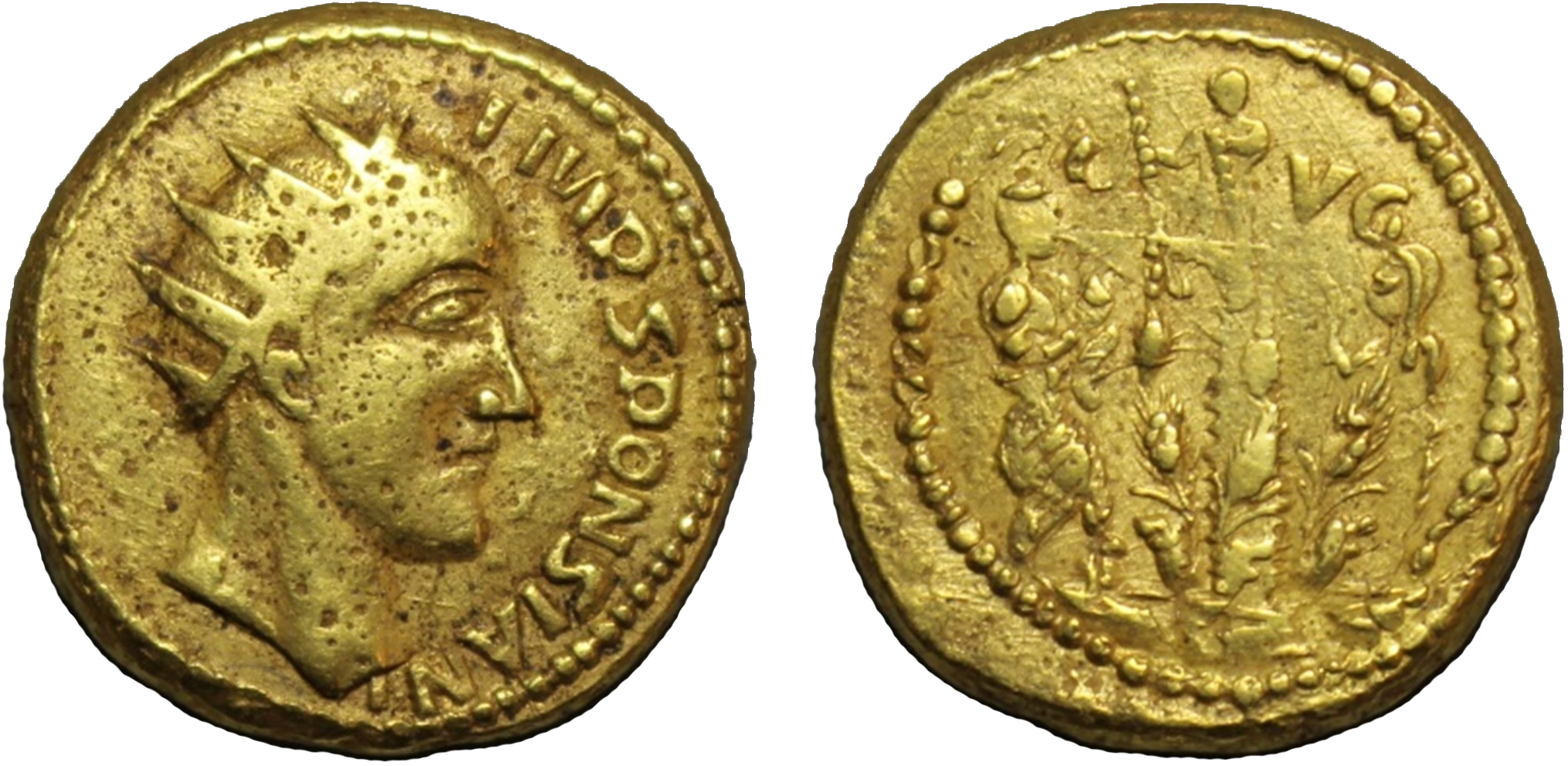
Áureo con la leyenda "Imp(erator) Sponsiani." El reverso usa un diseño que data de la República romana.

Esponsiano  fue un posible usurpador del Imperio romano durante el reinado de Filipo el Árabe. Se le conoce por un áureo encontrado en Transilvania en 1713. No obstante, en aquel momento se pensó que las monedas eran falsificaciones modernas, por lo que la mera existencia histórica de Esponsiano resultó dudosa.
Sin embargo, estudios realizados durante el año 2022 parecen indicar que el áureo encontrado en el siglo XVIII es auténtico, documentándose rasguños y rastros químicos que son coherentes con los de una moneda que estuvo en circulación.